# Luscinia
Luscinia er en slægt af mindre insektædende spurvefugle, hvor alle 11 arter er udbredt i Eurasien. De blev tidligere betragtet som små drosler, men regnes nu for at tilhøre fluesnapperfamilien.
Luscinia er det gamle latinske navn for nattergal, men slægten omfatter også f.eks. blåhals, selvom forskning indenfor fylogenetisk systematik kan tolkes som, at kun de to europæiske nattergale-arter bør medregnes til slægten.

## Arter
Et udsnit af de 11 arter i slægten Luscinia
- Nattergal, Luscinia luscinia
- Sydlig nattergal, L. megarhynchos
- Manchurernattergal, L. sibilans
- Rubinnattergal, L. calliope
- Blåhals, L. svecica
- Orangehals, L. pectardens